# Rashtrakutariket

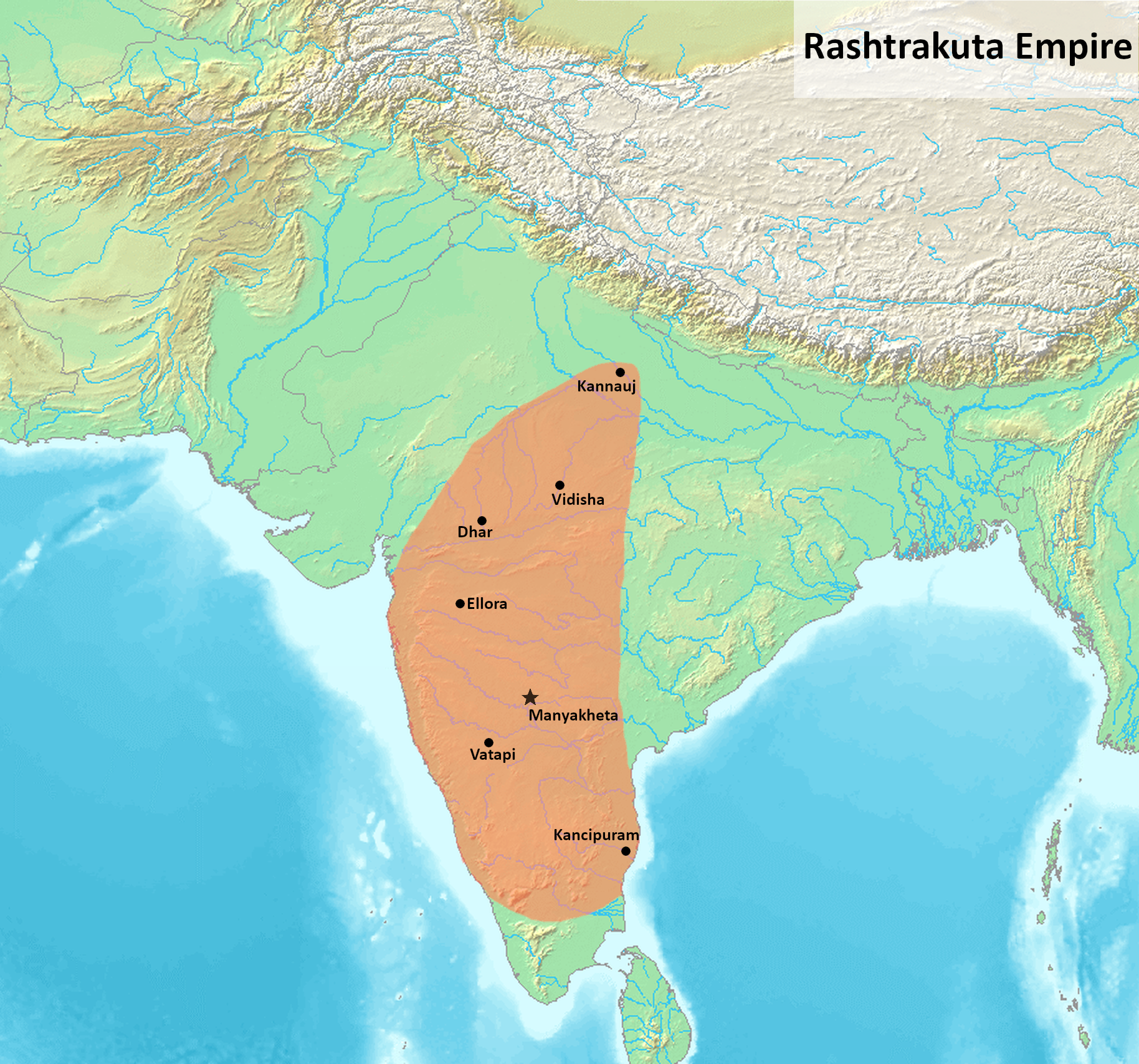
Rashtrakutariket

Rashtrakutariket var en historisk stat som låg i sydvästra och centrala Indien mellan 753 och 982. 
Det föregicks av Chalukyadynastins rike, och efterträddes av Västra Chalukyadynastins rike.